# Januszkowa Szczelina
Januszkowa Szczelina – jaskinia na Januszkowej Górze we wsi Podlesie, w województwie małopolskim, w powiecie olkuskim, w gminie Olkusz. Znajduje się na północno-zachodnim krańcu Płaskowyżu Ojcowskiego na Wyżynie Olkuskiej. Jest trzecią co do głębokości jaskinią na Wyżynie Krakowsko-Częstochowskiej.

## Opis jaskini
Okrągły otwór jaskini znajduje się kilkanaście metrów poniżej szczytu Januszkowej Góry, na niewielkim, wypłaszczeniu podciętym pionowymi ścianami skalnymi Turni nad Jaskinią (jej wierzchołek wznosi się nieco ponad to wypłaszczenie). Za otworem opada pionowo studnia. Ze względu na niebezpieczeństwo wpadnięcia do niej otwór jaskini został ogrodzony. Jaskinia jest trudna do zwiedzania, wymaga umiejętności i użycia specjalistycznego sprzętu wspinaczkowego. Jest niebezpieczna, gdyż w jej otworze znajduje się wiele zaklinowanych, wiszących bardzo dużych skał, które mogą się oberwać.
Opadająca za otworem silnie pochyła studnia ma wysokość około 8 m, a jej ściany są rozmyte. Od jej dna na północny zachód prowadzi korytarz o długości 4 m, kończący się 4-metrową studzienką. Dawniej można było z niego poprzez zacisk II dostać się do powstałego na pęknięciu skały korytarza o wysokość 6 m i szerokości 1 m, przechodzącego w niedostępne szczeliny. Korytarz ten jednak obecnie jest zawalony rumoszem. Z dna studni można natomiast poprzez 1,5 metrowy próg dostać się do ciasnego korytarza z resztkami kraty. Dawniej zamykano nią wejście do jaskini, ale wkrótce po zamontowaniu została zniszczona i obecnie jest wykorzystywana przez grotołazów do przywiązywania liny asekuracyjnej. Ciasny, 4–metrowej długości korytarzyk prowadzi do rozszerzenia znajdującego się w głównej szczelinie jaskini. Poprzez kilka progów i półek można stąd zejść na dno jaskini. Półki te znajdują się kolejno na głębokości 4, 15, 20 i 28 m. Składają się z zaklinowanych głazów. Z ostatniej północno-zachodniej szczelina prowadzi na stare dno, znajdujące się na głębokości 39 m.
Z poziomu 28 m można idąc w górę ciasną szczeliną dostać się do komina o wysokości 20 m, u góry kończącego się ślepo kotłem wirowym. U dna komin ten ma szerokość 3,5 m i odchodzi od niego pozioma 3-metrowa szczelina z ciasnym wejściem do kolejnej 5-metrowej, ciasnej studni. Za nią opada w dół na głębokość 20 m duża szczelina o szerokości 0,4 do 0,9 m i rozciągłości do 15 m. Zablokowane jest w niej wiele głazów. Są niestabilne i stanowią duże zagrożenie dla grotołazów. Na dnie, na głębokości 59, 5 m (licząc od powierzchni terenu) znajduje się piasek i wapienny gruz. Szczelina zwęża się i dalej w głąb staje się niemożliwa do przejścia.
Jaskinia powstała w wapieniach z okresu jury późnej. Są to głównie wapienie skaliste lub kredowate, ale miejscami występują także wapienie margliste lub nieco piaszczyste. Jest pochodzenia tektonicznego – prawdopodobnie powstała na równoleżnikowym uskoku przecinającym Januszkową Górę. Poniżej głębokości 10 m ściany jaskini, głównie północne, pokrywa polewa kalcytowa o grubości do 10 cm. Jest zrekrystalizowana i ma słabo zachowaną pierwotną strukturę. Miejscami znajdują się na niej wełniste nacieki oraz graniaste, nieduże stalagmity i stalaktyty. Na pochyłych ścianach znajduje się piasek, czasami zlepiony kalcytem. Namulisko składa się głównie z wapiennego gruzu, piasku i próchnicy. Do głębokości 10 m spotykano pajęczaki i motyle. Obserwowano także nietoperze.

## Historia eksploracji
Wejście do jaskini i pierwsza 8-metrowa studnia znane były od dawna, ale nie publikowano o niej informacji. Przejście od jej dna do dalszych partii odkryli członkowie Speleoklubu Olsztyn w lutym 1970 r. Po raz pierwszy wymienił jaskinię A. Kobylecki w 1971 r., on też podał jej nazwę. W 1972 r. M. Czepiel podał jej plan i opis, w 1990 r. A. Górny i M. Szelerewicz podali jej poszerzony opis i plan.
Januszkowa Szczelina jest przez grotołazów często zwiedzana. Przypadkowe odpadnięcie dużego skalnego bloku odsłoniło wejście do dalszych partii jaskini. Kolejne ekspedycje doprowadziły do dokładniejszego jej poznania. Członkowie Speleoklubu Olsztyn spenetrowali jaskinię do głębokości 39 m (tzw. stare dno), a w 1971 odkryli wejście poprzez ciasną szczelinę do komina. W kwietniu 1971 członkowie Speleoklubu z Katowic odkopali i zbadali ciąg korytarzy, a w następnym roku przekopali się przez rumowisko do obecnego dna jaskini (56,5 m).
W lutym 1972 w jaskini tej wskutek oberwania się głazu zginął młody grotołaz z Krakowa. Po tym wypadku wejście do jaskini zabezpieczono kratą, która jednak po kilku miesiącach została zniszczona. W 1973 oberwała się część korytarza pod kominem, częściowo zawalając szczelinę do nowego dna jaskini. Zawalisko odkopano. Później nastąpiły następne zawały, wskutek czego niedostępna jest zachodnia część jaskini i studnia prowadząca do jej najniższego piętra.
Oprócz Januszkowej Szczeliny na Januszkowej Górze zbadano i opisano jeszcze 9 innych jaskiń i schronisk: Jaskinia Podwójna, Jaskinia Potrójna, Jaskinia Zamkowa, Schronisko na Januszkowej Górze, Schronisko pod szczytem Januszkowej Góry, Schronisko z Piętrami, Schronisko ze Szpatem, Szpaciarnia w Januszkowej Górze.

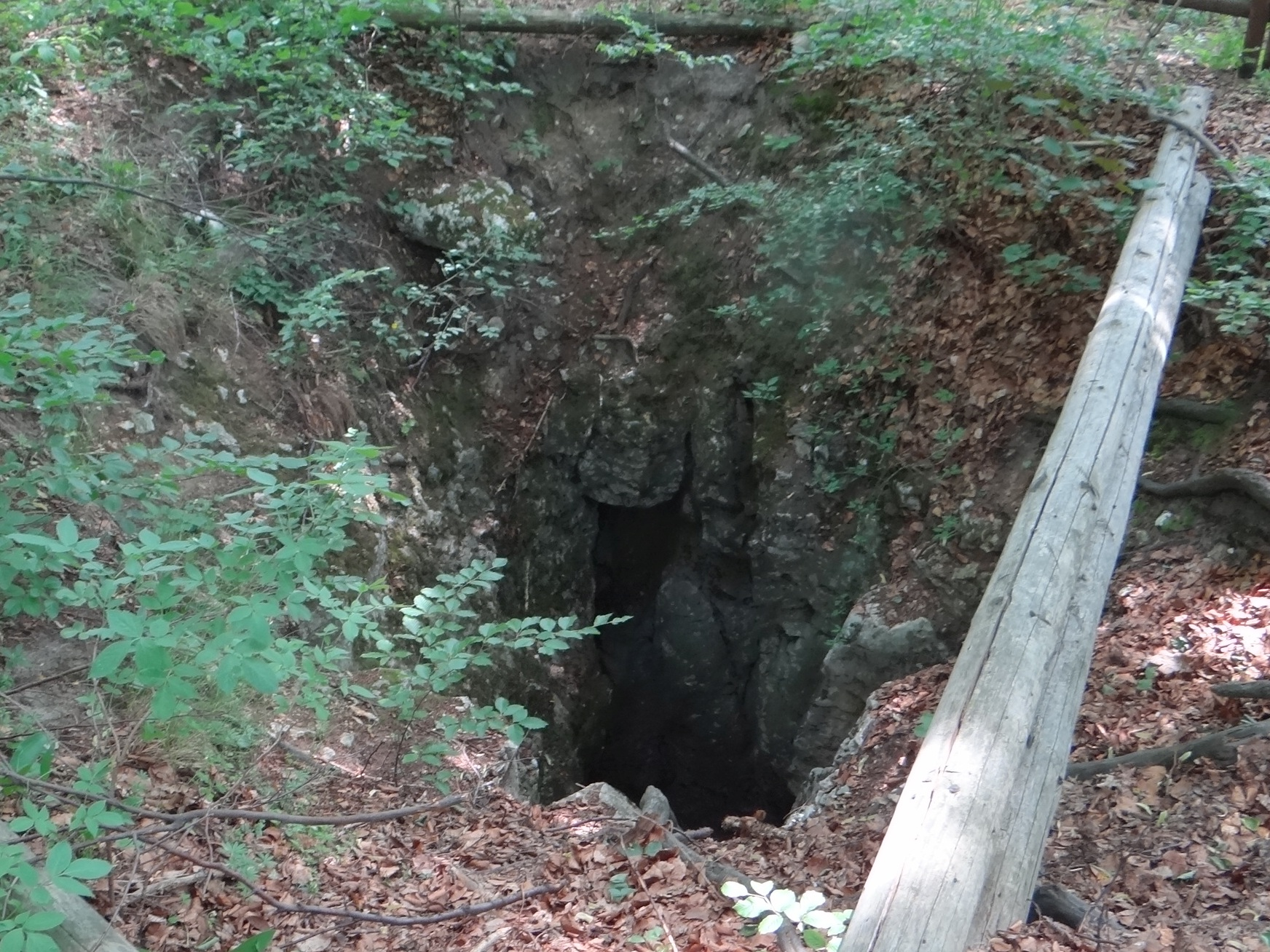
Otwór studni